# Зубков Олег Олексійович
Олег Олексійович Зубков (нар. 10 травня 1968, 2-а Моква, Курський район, Курська область, РРФСР) —  український (до 2014 року) та згодом російський підприємець, директор Ялтинського зоопарку, засновник Парку левів «Тайган», колаборант із російськими окупаційними військами в Криму.

## Життєпис
1986 року працював матросом Керченського порту, 1990-го закінчив Київське військово-морське політичне училище, одержав кваліфікацію вчителя історії та суспільствознавства. Працював економістом, заступником директора з питань комерційної роботи. З 2007 року — директор зоопарку «Казка».
З 2006 року — депутат Верховної ради АР Крим п'ятого скликання від Блоку Тимошенко. 2010 року на виборах до місцевих рад висувався кандидатом у мери Ялти від партії «Союз», у липні 2012 вступив до Партії регіонів.
Після окупації Криму РФ перейшов на бік російських загарбників. Вступив до партії Єдина Росія, з осені 2014 — до партії «Родіна». 2015-го заявив, що кількість відвідувачів його зоопарку зменшилась вдесятеро.
11 грудня 2015 Білогірським районним судом окупаційної влади визнаний винним у побитті свого підлеглого і засуджений до трьох років позбавлення волі умовно з випробувальним терміном на один рік.
11 листопада 2022 року, під час втечі окупаційних військ Росії з правого берегу Херсона, за наказом гауляйтера тимчасово окупованої Херсонщини Володимира Сальдо викрав єнота і більшість інших тварин із зоопарку міста. Це було названо "евакуацією".
22 червня 2025 року в парку «Тайган» лев суттєво поранив Зубкова у шию під час годування.